# Sint-Jorishof (Gent)

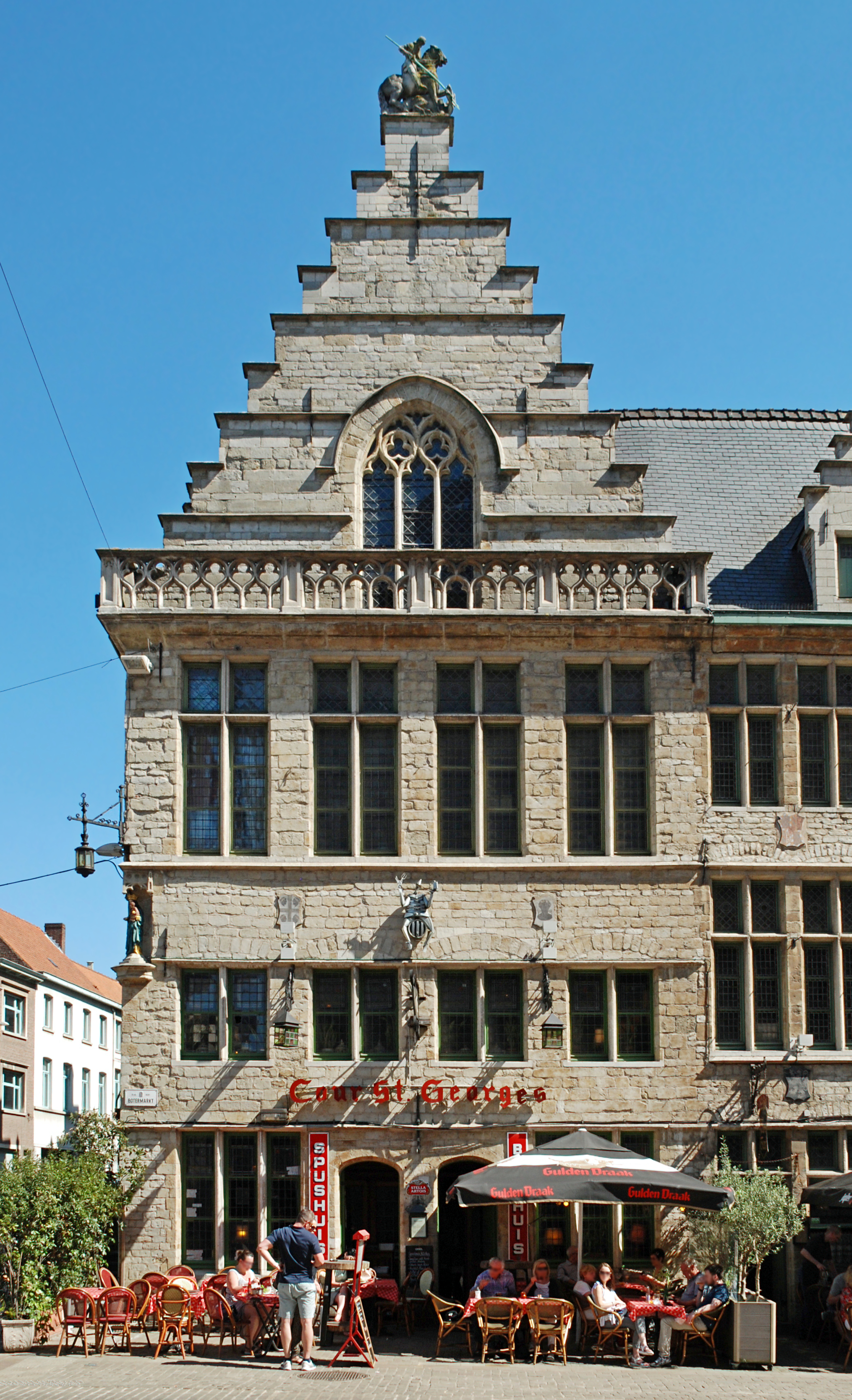
Gevel van het Sint-Jorishof

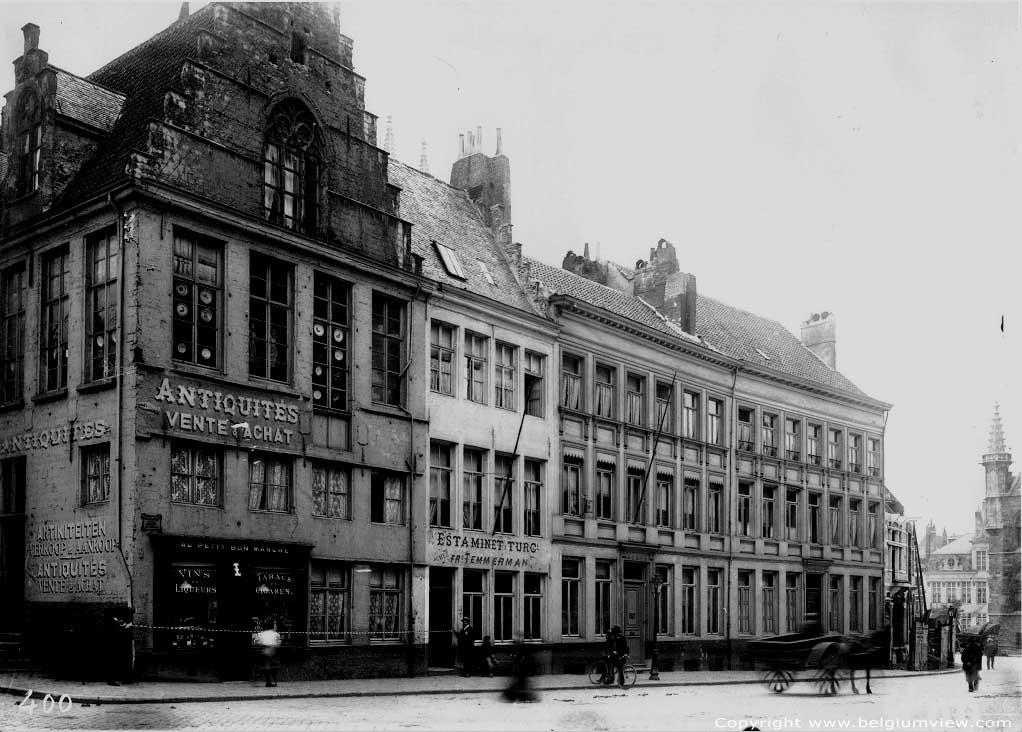
Sint-Jorishof en café Den Turk rond het jaar 1900

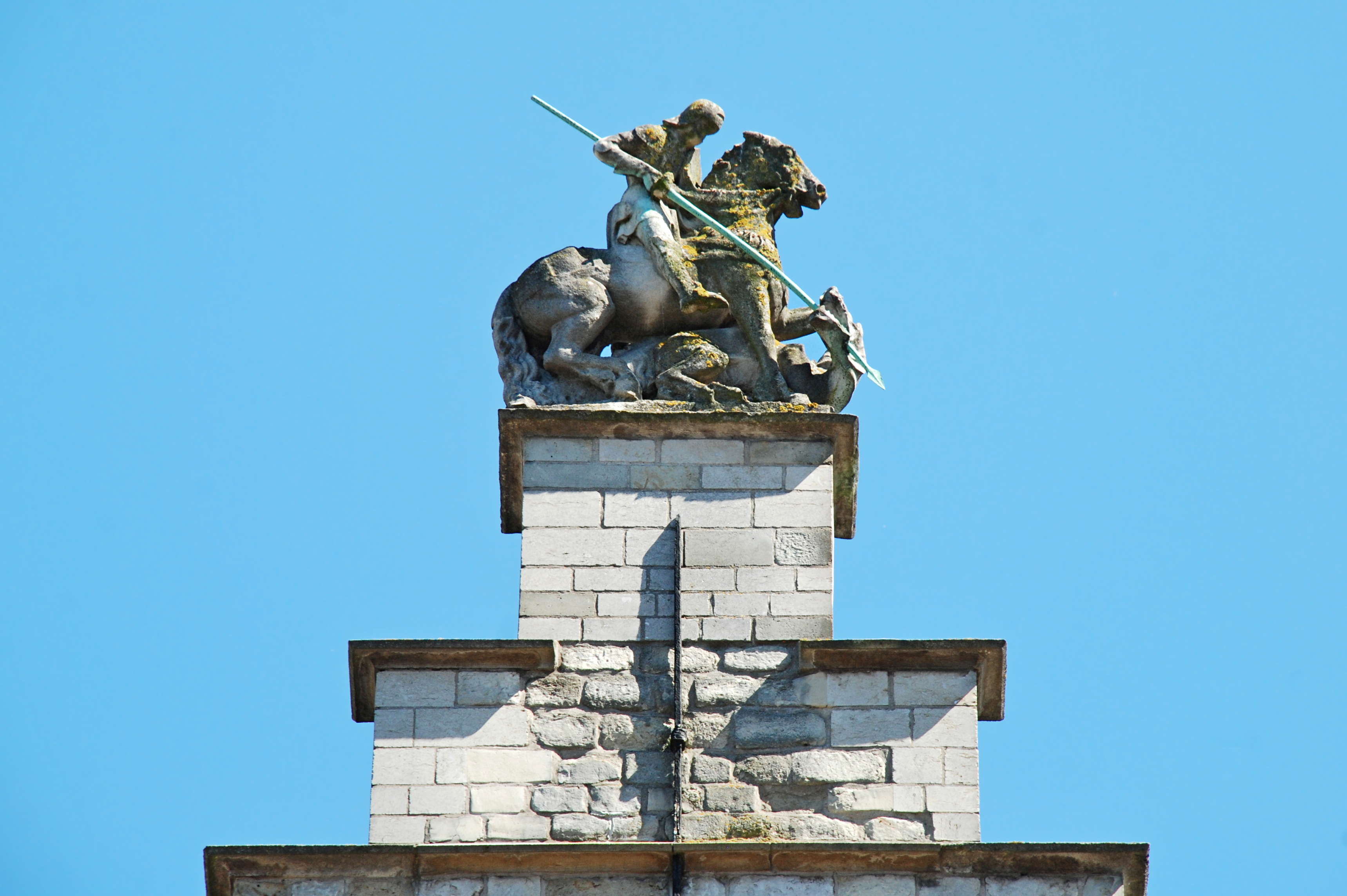
Sint-Joris (1911) - beeldhouwer: Geo Verbanck

Het Sint-Jorishof of Cour Saint-Georges is een historisch gebouw in Gent dat in de middeleeuwen het hof van de Sint-Jorisgilde was, een gilde van kruisboogschutters. Het bevindt zich tegenover het stadhuis en het perceel liep in de middeleeuwen tot aan het Belfort.
Hier stond de eerste lakenhal. De gilde kocht het pand en richtte tussen 1469 en 1477 het huidige gotisch gildehuis op. In 1477 logeerde  Maria Van Bourgondië hier. Het doorstond de volgende eeuwen relatief ongeschonden. In 1909 werd het gebouw eigendom van de Stad Gent. Het werd in 1911-1912 een eerste keer gerestaureerd onder leiding van de architect Hendrik Geirnaert. Het beeld van Sint-Joris boven op de trapgevel werd bij deze restauratie vervaardigd door Geo Verbanck. In 2000 werd de gevel opnieuw gerestaureerd. Het gebouw vormt een geheel met het aanliggende gebouw, de 'Witte Moor' of 'Grote Moor'.
In het midden van de 20e eeuw was het een van de meest prestigieuze restaurants, bij de Gentenaars bekend als Cour Saint-Georges.. Het gebouw werd door het stadsbestuur in pacht gegeven en deed dienst als hotel. Het stond dan een hele tijd leeg en werd zelfs door krakers bewoond.
Sinds 2014 was het gebouw opnieuw open als restaurant en brasserie. Ook het koetshuis kreeg een nieuwe bestemming als feestzaal. Er waren vele werkzaamheden om de verschillende niet in gebruik zijnde verdiepingen, de kapel, de binnenkoer en de oude brouwerij te restaureren of een nieuwe functie te geven.
Sinds juni 2024 is in het Sint-Jorishof een spaghettirestaurant "Mister Spaghetti". Sindsdien is het binnenplein weer toegankelijk. Tijdens de Gentse Feesten is daar pop-up De BinnenCour. Er zijn plannen om datzelfde jaar het koetshuis te gebruiken voor spinning.

## Hotel Cour Saint-Georges

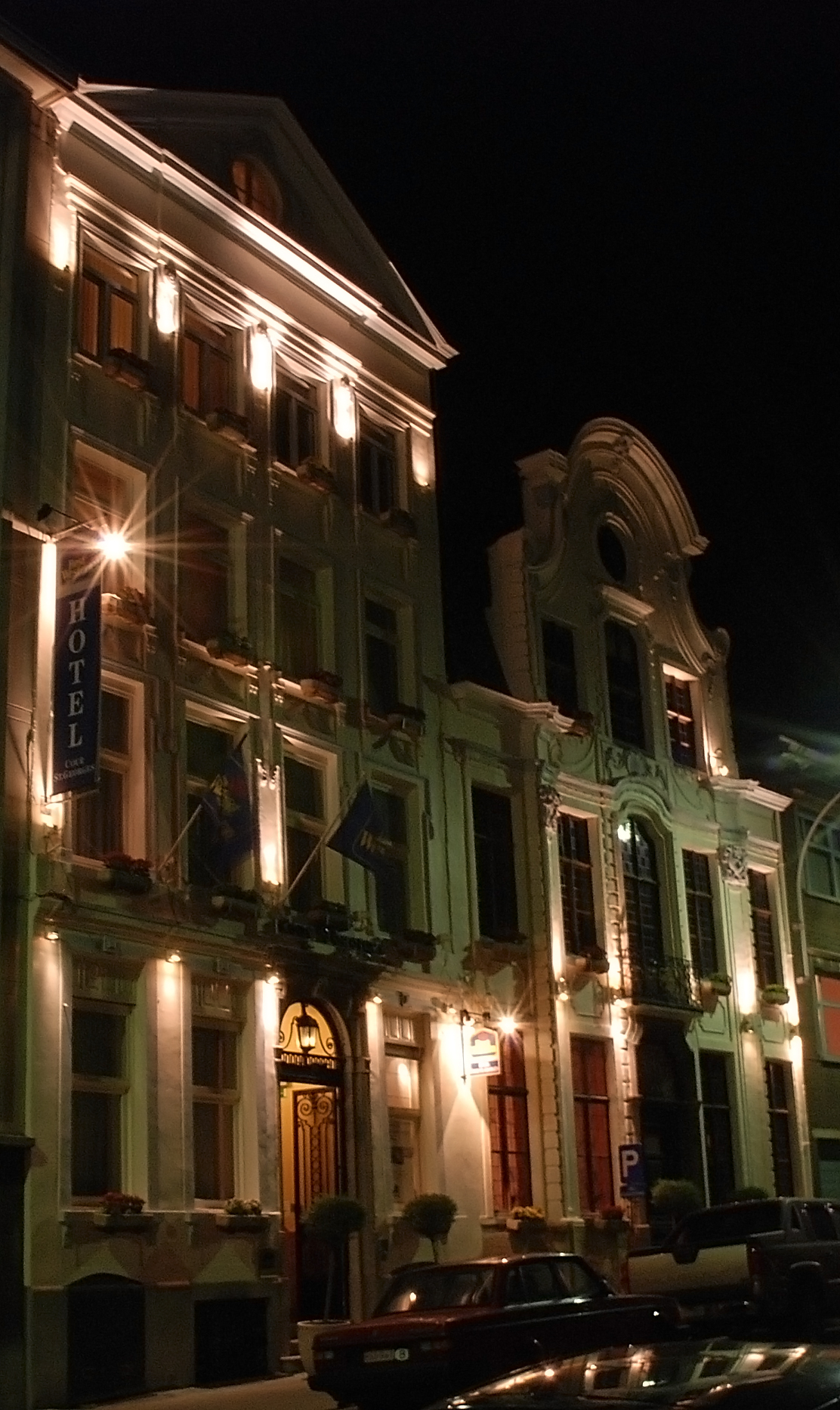
Hotel Cour Saint-Georges, aan de overzijde van het Sint-Jorishof

Aan de overzijde van de straat, Nederpolder, ligt het hotel Cour Saint-Georges. Een tijd lang werd door dit hotel ook kamers uitgebaat in het 'echte' Sint-Jorishof, maar de pachtovereenkomst is hiervoor sinds 2009 afgelopen.